# Lasiopogon martinorum
Lasiopogon martinorum là một loài ruồi trong họ Asilidae. Lasiopogon martinorum được Cole & Wilcox miêu tả năm 1938.